# Parkour

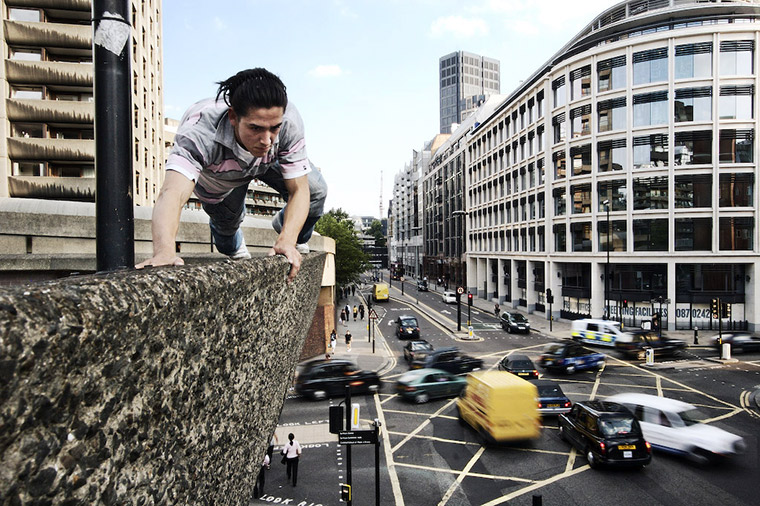
Ein Traceur führt einen Équilibre durch.

Parkour (abgekürzt PK, /paʁkuʁ/) bezeichnet eine Fortbewegungsart, deren Ziel es ist, nur mit den Fähigkeiten des eigenen Körpers möglichst effizient von Punkt A zu Punkt B zu gelangen. Der Parkourläufer (franz.: le traceur „der, der eine Linie zieht“) bestimmt seinen eigenen Weg durch den urbanen oder natürlichen Raum – auf eine andere Weise als von Architektur und Kultur vorgegeben. Es wird versucht, sich in den Weg stellende Hindernisse durch Kombination verschiedener Bewegungen so effizient wie möglich zu überwinden. Bewegungsfluss und ‑kontrolle stehen dabei im Vordergrund. Parkour wird deshalb auch als „Kunst der effizienten Fortbewegung“ bezeichnet.
Parkour kann auf einem Hindernisparcours durchgeführt werden, wird aber in der Regel in einer kreativen Neuinterpretation eines urbanen Raumes praktiziert. Parkour beinhaltet das Betrachten der Umwelt mit der Vorstellung von Bewegungsmöglichkeiten innerhalb dieser.
Entwickelt wurde Parkour von Raymond Belle, seinem Sohn David Belle und anderen Pionieren in den späten 1980er Jahren. Parkour wurde in den späten 1990er Jahren und 2000er Jahren durch Spielfilme, Dokumentarfilme und Werbung populär.

## Ursprung

### „Méthode naturelle“
Anfang des 20. Jahrhunderts begann in Frankreich die Entwicklung einer Grundidee der Bewegungsform Parkour mit der Trainingsmethode Méthode Naturelle durch Georges Hébert. Als Befürworter des lebenslangen körperlichen Trainings war er der Meinung, dass körperliche Stärke und Geschicklichkeit mit Mut und Selbstlosigkeit einhergehen muss, damit ein Nutzen für die Gemeinschaft entstehen kann. Er unterrichtete an der Universität von Reims und führte einen bis dahin neuen körperkulturellen Lebensstil ein, indem er sein Training durch Kombination einer Vielzahl von körperlichen Fertigkeiten (Laufen, Rennen, Springen, Klettern, Balancieren, Werfen, Heben, Sich-Verteidigen und Schwimmen) aufbaute. Seine Studenten ließ er dazu in natürlichem Terrain trainieren und verband das Ganze mit einem 5–10 km langen Dauerlauf. Das Ziel war es, die Studenten zu befähigen, ihre konditionellen Fähigkeiten, Kraft, Ausdauer und Schnelligkeit in jedem Gelände anwenden zu können. Dabei sprach er sich gegen den Konkurrenzkampf aus, weil dieser seiner Meinung nach eine Ablenkung von den Trainingsprinzipien darstellte. Hébert war einer der ersten, die das Training von Fortbewegungstechniken durch einen Hindernisparkour aus nicht militärischen Gesichtspunkten propagierten; dennoch hatte die „Méthode naturelle“ einen speziellen Einfluss auf das militärische Training von französischen Soldaten, genannt „parcours du combattant“. Während des Indochinakriegs wurde sein Prinzip angewendet, um Fluchttechniken im Dschungel zu perfektionieren. Raymond Belle war einer von ihnen.

### Raymond und David Belle
Raymond Belle wurde 1939 in Vietnam geboren und schon in der Schule als Soldat für die französische Armee ausgebildet. Bereits im Alter von 12 Jahren trainierte er effiziente Fluchttechniken mit einigen Kameraden, um seine Überlebenschancen im Krieg zu steigern. Diese Fertigkeiten verschafften ihm später in Frankreich eine Stelle bei der Pariser Feuerwehr in der Einheit Sapeurs pompiers de Paris, bei der er mehrere Auszeichnungen erhielt.
Raymonds Sohn David Belle wurde am 29. April 1973 in Fécamp (Frankreich) geboren. Im Kindesalter übte er das Turnen und Leichtathletik, trainierte aber – durch seinen Vater beeinflusst – lieber in der freien Natur, wo er die Bewegungen praktisch anwenden und nutzen konnte. Sie nannten das in Anlehnung an „parcours du combattant“ einfach „les parcours“. Ende der 1980er Jahre übertrug David spielerisch diese Methode auf die urbane Beton- und Stahl-Landschaft des Pariser Vororts Lisses. Aus den Verfolgungsjagden der Kinder über Treppen, Tischtennisplatten, Papierkörbe und kleinere Bäche entwickelten die Freunde als Jugendliche durch Einbeziehung immer schwierigerer Hindernisse wie Mauern, Zäune, Baugerüste – später auch Gebäudefassaden und Hochhäuser – entstand eine neue Sportart. Später arbeitete David erfolgreich als Stuntman. Der Schauspieler und Autor Hubert Koundé hat ihm dabei geraten, die Schreibweise von „parcours“ in „parkour“ zu ändern, damit es stärker und dynamischer wirkt. David Belle hat Le Parkour ursprünglich in der Parkour Worldwide Association organisiert, distanzierte sich 2006 aber von ihr.

### Das „natürliche Turnen“
In den 1920er Jahren führte die Spiel- und Sportbewegung immer mehr weg von strengen, systematischen Turnübungen. Die Kinder sollten, ihrem natürlichen Bewegungsbedürfnis entsprechend, in der Entwicklung ihrer Fähigkeiten und Fertigkeiten unterstützt werden. Ausgehend von den österreichischen Schulreformern Karl Gaulhofer und Margarete Streicher, entwickelte sich das reformpädagogische Konzept des „natürlichen Turnens“ und setzte sich bald darauf auch in Deutschland durch. Im Vordergrund stand nicht mehr die stilgerechte Ausführung, sondern die Entwicklung eigener Fähigkeiten und Fertigkeiten anhand komplexer Bewegungsaufgaben unter Ausführung natürlicher Grundbewegungsformen. Als „Leibesübung“ war die Bildung der Persönlichkeit des ganzen Menschen wichtig. Dabei stand die Förderung von Individualität, Kreativität und Selbsttätigkeit im Vordergrund. Fehlerhafte Bewegungen waren wichtig, um richtige Bewegungen zu erkennen und deren Zweckmäßigkeit zu verstehen. Die „Leibeserziehung“ spiegelte die Ideale des Turnens nach GuthsMuths und L. Jahn wider, da anstatt vorgegebener Bewegungsmuster wie im Wettkampf besonderer Wert auf die individuelle Bewegungslösung gelegt wurde.

## Training

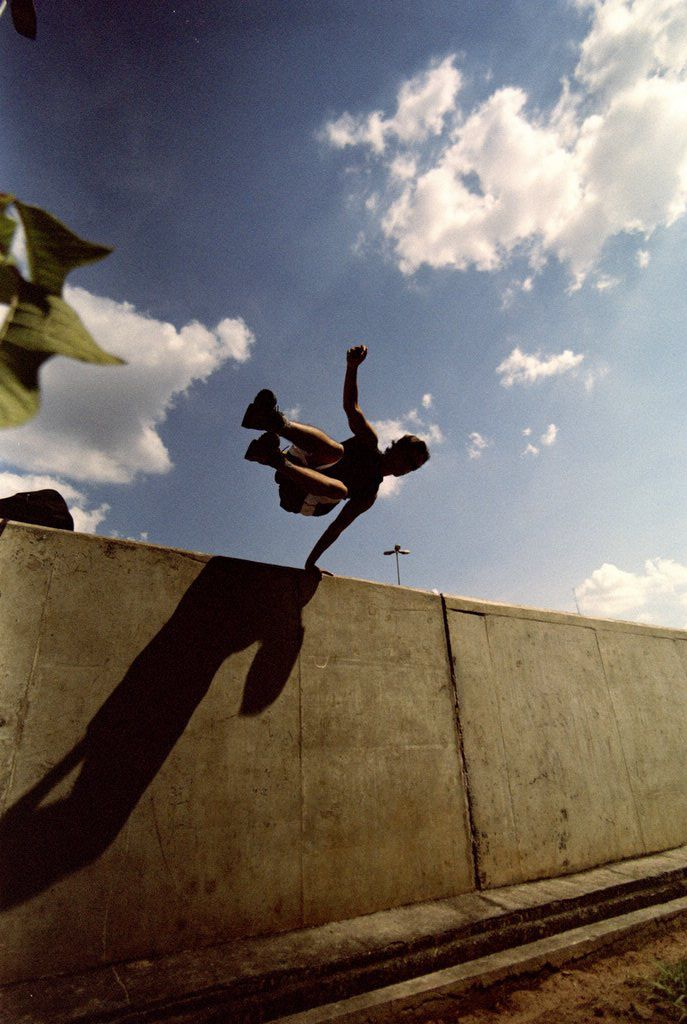
Ein Passement

Grundsätzlich setzt sich ein Parkourtraining, wie bei jeder Sportart, aus einer Aufwärmphase, dem Hauptteil (beispielsweise Technik-, Kraft-, Ausdauertraining) und einer Abwärmphase zusammen. Viele Traceure entwickeln über die Jahre ihre eigene Trainingsweise, jedoch sind bestimmte Varianten besonders verbreitet. Beim Run (deutsch: „Lauf“) überwindet der Traceur einen Weg mit Hindernissen vom Start zum Ziel möglichst effizient und schnell, entsprechend der Definition der Sportart. Die Wiederholung einer bestimmten Einzeltechnik oder Kombination über einen längeren Zeitraum, besonders auch von kleinen Sprüngen, dient der Perfektionierung und Automatisierung des Bewegungsablaufs. Besonders verbreitet ist auch das Training in einer Art Jamsession. Dabei führt ein Traceur eine Technik vor, welche die anderen dann nachahmen. Man kann Parkour auch im Sportverein ausüben, wo man in der Halle über Sportgeräte springt.

### Grundsätze
Belle selbst sieht Parkour nicht nur als Sportart, sondern vielmehr als kreative Kunst, die dabei helfe, die eigenen, durch Körper und Umwelt gesetzten Grenzen zu erkennen und zu überwinden, ohne dabei andere mit seinem Können beeindrucken zu wollen. Hierbei ist es jedoch nicht erforderlich, sich gefährlichen oder waghalsigen Situationen auszusetzen. Die Philosophie von Parkour beinhaltet es, die Voraussetzungen für den Einsatz einer bestimmten Technik abzuschätzen und dabei immer im Auge zu behalten, ob man diese Voraussetzungen erfüllt und die Situation gefahrlos meistern kann.
Ein anderer Aspekt von Parkour ist der respektvolle Umgang des Traceurs mit seiner Umgebung und seinen Mitmenschen. Der Traceur ist auf seine Umgebung angewiesen und sollte deshalb darum bemüht sein, sie intakt zu halten, auch wenn er ungewöhnliche Wege beschreitet, die bei unvorsichtiger Begehung darunter leiden könnten. Ebenso ist er auf das Verständnis seiner Mitmenschen angewiesen, wenn er seinen Weg geht. Also sollte er auch anderen, die ungewöhnliche Interessen haben, offen entgegentreten und nicht von Vorurteilen beherrscht sein.
Die Prinzipien von Parkour beziehen sich jedoch nicht nur auf den eigenen Körper und Geist oder den Umgang mit anderen Menschen, sondern sind zugleich eine künstlerische Aussage zum öffentlichen und urbanen Raum. Parkour ist eine Rückeroberung des urbanen Raumes in Zeiten seiner zunehmenden Besetzung für private und vor allem kommerzielle Zwecke, in denen er immer mehr privatisiert wird und daher kaum noch öffentlicher Raum im Sinne eines für alle frei nutzbaren Raumes ist.
Der öffentliche bzw. urbane Raum wird bei Parkour in seiner Materialität nutz- und erlebbar gemacht. Scheinbar festgelegte Funktionen von Material und Orten werden erweitert, Material und Ort umgedeutet, andere Ebenen oder Sichtweisen von Material und urbanem Raum aufgezeigt und letztere neu interpretiert. Somit spielt Parkour auch im Diskurs der Kunst im öffentlichen Raum eine Rolle.
Die verschiedenen Aspekte von Parkour führen zu einem der wichtigsten Grundsätze: Parkour wird nicht im Wettstreit praktiziert. Dies bedeutet, dass Wettkämpfe jeglicher Art nicht notwendig sind. Die Auseinandersetzung mit der eigenen Leistung an den Hindernissen und das immer wiederkehrende Erreichen und Verschieben von Grenzen sind Grundlage und Ansporn genug für weitere Trainingsfortschritte.
In dem von Chris Crudelli verfassten Buch Die Kunst des Kampfes: 300 Kampfsportarten, in welchem diverse Kampfkünste, Kampfsportarten und Selbstverteidigungssysteme geschildert sind, wird Parkour ebenfalls dazu gezählt. David Belle wird wie folgt zitiert: „Bei einer unliebsamen Begegnung hat man im Grunde drei Möglichkeiten: Reden, kämpfen oder flüchten. Fast alle Kampfkünste und Selbstverteidigungssysteme beschäftigen sich mit der Flucht überhaupt nicht. Meine Hoffnung ist es, dass Parkour diese Lücke schliessen kann.“

### Techniken
Wie bei vielen anderen Sportarten gibt es Grundtechniken, die der Traceur erlernt und für sich perfektioniert. Im Gegensatz zu vielen Funsportarten besitzt im Parkour jedoch nicht jede Technik-Hindernis-Kombination einen eigenen Namen. Die Methode, wie das Hindernis am besten zu überwinden ist, entsteht aus der Interaktion mit dem Hindernis selbst. Die verwendeten französischen Begriffe bezeichnen dementsprechend jeweils nur eine Grundtechnik, die in der Ausführung stark an das jeweilige Hindernis angepasst wird. Wichtig hierbei ist der Grundgedanke, das Hindernis so schnell und flüssig wie möglich und doch nur mit minimalem Aufwand zu überwinden, ohne dabei die Kontrolle über die Bewegung zu verlieren. Überflüssige Drehungen werden als hinderlich angesehen und eher beim Freerunning genutzt.
| Synonym                              | Synonym              | Beschreibung | Andere Namen                     |
| Französisch                          | Deutsch              | Beschreibung | Andere Namen                     |
| ------------------------------------ | -------------------- | --- | -------------------------------- |
| Atterrissage /a.tɛ.ʁi.saʒ/           | Landung              | Landung auf den Füßen, meist mit Abstützen des Oberkörpers durch die Hände. | Réception                        |
| Équilibre /e.ki.libʁ/                | Balancieren          | Gehen bzw. Balancieren auf Mauern und Stangen. Dies trainiert das Gleichgewichtsgefühl. | Balance                          |
| Franchissement /fʁɑ̃.ʃis.mɑ̃/          | Durchbruch           | Durch eine Lücke (beispielsweise ein Fenster oder zwei waagerechte Stangen) schwingen. | Underbar                         |
| Lâché /la.ʃe/                        | Loslassen            | Sich aus hängender Position fallen lassen, um eventuell mit Schwung sich an einem weiteren Objekt zu fangen. | Lâcher                           |
| Passe muraille /pas my.ʁaj/          | Mauerüberwindung     | Überwinden einer Mauer, indem man durch Anspringen und Abstoßen die Vorwärts-Bewegung umformt in eine mit Aufwärts-Komponente. | Wallclimb                        |
| Passement /pas.mɑ̃/                   | Überwindung          | Allgemeiner Ausdruck für das Überwinden von Hindernissen. Im Besonderen für die jeweilige Technik, ein Hindernis mit größtmöglicher Effizienz, also mit wenig Verlust an Energie und Geschwindigkeit, zu überwinden. | passé                            |
| Demi-tour /dəmi tuʁ/                 | Halbe Drehung        | Eine 180°-Drehung über ein Hindernis, um danach kontrolliert landen zu können; oder auch, um über ein Hindernis (beispielsweise eine Wand) zu kommen und anschließend in eine hängende Position zu gelangen (die Beine sind hierbei an der Wand und mit den Händen hält man sich am Vorsprung, an der Stange etc. fest). | 180                              |
| Réverse /ʁe.vɛʁs/                    | Rückwärtig           | Eine 360°-Drehung über das Hindernis, um kontrolliert landen zu können. Diese Bewegung kann aber auch ausgeführt werden, um aus der Rotationsenergie Geschwindigkeit für anschließende weitere Bewegungen zu gewinnen. | 360                              |
| Planche /plɑ̃ʃ/                       | Hochziehen           | Aus einer hängenden Position in eine Stütz-Position übergehen. Hier kann man mit Schwung oder mit Kraft arbeiten (oder auch beides kombinieren). | Plancher                         |
| Roulade /ʁu.lad/                     | Rolle                | Bei der Rolle wird senkrecht auftretende Energie in eine Vorwärtsbewegung umgeformt. Auch hier sollte man darauf achten, die Kniegelenke nicht mehr als 90° abzuwinkeln. Gerollt wird diagonal über die Schulter und nicht über den Rücken. | Galipette                        |
| Saut de bras /so də bʁa/             | Armsprung            | Man springt an ein Objekt und bringt sich in eine hängende Position. Die Beine sollten das Objekt zuerst berühren, um den Aufprall zu dämpfen. Mit beiden Armen zieht man sich dann am Objekt hoch (siehe Planche). |                                  |
| Saut de chat /so də ʃa/              | Katzensprung         | Ein Hocksprung (der der turnerischen Stützsprunghocke sehr ähnlich sieht), bei dem man vor dem Objekt abspringt und die Beine anzieht und diese zwischen den Armen hindurchführt. Je höher das Hindernis, desto tiefer muss man sich vor dem Absprung bücken, um beim Absprung an Höhe gewinnen zu können. | „Katze“, „Monkey-“ „Kong-“ Vault |
| Saut de fond /so də fɔ̃/              | Sprung zum Boden     | Jegliche Sprünge aus der Höhe zum Boden. Je nach Höhe bzw. Vorwärtsbewegung sollte man danach evtl. eine Parkour-Rolle machen. Vor allem Anfänger sollten ihre Muskulatur und die Abrolltechniken gut trainieren, bevor sie höhere Sprünge wagen, da es sonst zu Deformierungen der Füße kommen kann. | Drop                             |
| Saut de détente                      | Weitsprung           | Ein weiter Sprung von einem Objekt zum anderen. Diese Technik wird zum Beispiel genutzt, um (Haus)Lücken oder Hindernisse mit Anlauf zu überwinden. Je nach Geschwindigkeit sollte man danach eine Rolle ausführen. | détent                           |
| Saut de précision /so də pʁe.si.zjɔ̃/ | Präzisionssprung     | Ein Sprung zu einem vorher definierten Landepunkt. Es geht darum, präzise auf dem Landepunkt stehen bleiben zu können und jeglichen Schwung auszubremsen, um somit auch beispielsweise auf einer schmalen Stange landen zu können. | „Präzi“ /pʁe.zi/                 |
| Tic Tac /tik tak/                    | Tic Tac              | Sich von einem Objekt (beispielsweise einer Wand) abstoßen, um ein instabiles oder kleines Objekt zu überwinden. Diese Technik kann auch bei eng zusammenstehenden Gebäuden und Fassaden genutzt werden, um an diesen emporzuklettern, von Wand zu Wand sich abstoßend. | zick-zack, Dragonball, Yamakasi  |
| Passement rapide /pas.mɑ̃ ʁa.pid/     | Schnelle Überwindung | Wird oft benutzt, um ein Hindernis möglichst schnell zu überwinden; beispielsweise ist der Speed Vault sehr effizient, wenn man frontal auf eine nicht allzu hohe Mauer zurennt, da man praktisch keine Geschwindigkeit verliert. Die Technik funktioniert so, dass man aus dem Lauf heraus abspringt und sich mit einer Hand auf der Mauer abstützt, während die Beine seitlich über die Mauer geschwungen werden. Die Landung erfolgt in Schrittstellung, sodass man direkt weiter laufen kann. | Speed Vault                      |
|                                      | Lazy Vault           | Bei einem Lazy Vault springt man, ähnlich wie beim turnerischen Scherensprung, seitlich über ein Hindernis, setzt dabei jedoch beide Hände nacheinander ein. Sobald die Beine komplett über dem Hindernis sind, setzt man die zweite Hand auf um sich vom Hindernis wegstoßen zu können. So kann man Schwung und Richtung nach dem Hindernis sehr gut steuern. |                                  |
|                                      | Dash Vault           | Bei einem Dash Vault werden, anders als bei den meisten Passements, zuerst die Füße über das Hindernis gekickt, bevor man sich mit den Händen abstößt. Der Nutzen dieser Technik ist in der Parkourszene umstritten, David Belle hält die Technik beispielsweise für unpraktisch, es gibt aber auch viele Gegenstimmen in der Szene. |                                  |

### Gesundheit
Da Parkour eine gute körperliche und geistige Fitness erfordert, wird dem Wohlergehen des Körpers besondere Beachtung geschenkt. Das harte körperliche Training ist ein fester Bestandteil des Prinzips dieser Sportart. Vor dem Training sollte man sich dehnen und aufwärmen, um Verletzungen zu vermeiden.
Anfängliche Versuche können leicht zu Verletzungen führen oder sogar lebensgefährlich sein, daher sollte man dabei besonders vorsichtig vorgehen und sich ausreichend informieren. Ein wichtiger Satz ist: „Parkour ist nur so gefährlich, wie man es sich selbst macht.“ Der Traceur muss sich sicher sein, dass er das Hindernis überwinden kann, andernfalls sollte er sich vorerst ein leichteres suchen. Man wagt nur Sprünge, bei denen man sich sicher ist, dass man diese auch schafft. Der Schwierigkeitsgrad wird also in sehr kleinen Schritten gesteigert.
Ein häufig angeführter Kritikpunkt ist die enorme Gelenkbeanspruchung bei tiefen Sprüngen. Viele Traceure wenden zwar eine Rolle an, um die Fallenergie in die Vorwärtsbewegung umzulenken, jedoch gibt es auf Grund der relativ jungen Sportart zu diesem Thema noch keine sportwissenschaftlichen Untersuchungen. Eine objektive Beurteilung des Gefährdungspotenzials ist daher schwierig.

## Parkour im Sportunterricht

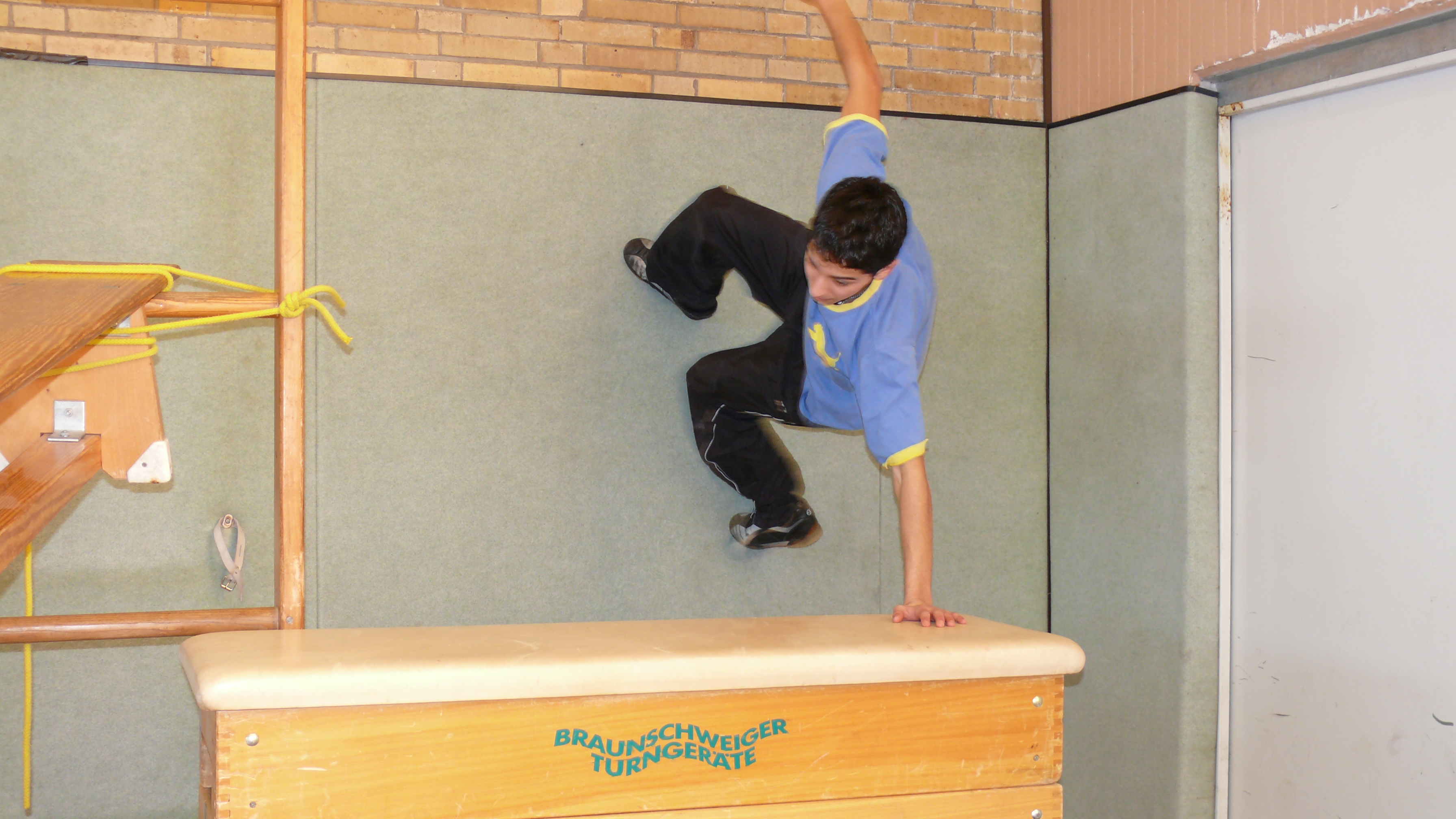
Parkour im Schulsport

In etwas abgewandelter Form kann Parkour auch im Sportunterricht an der Schule durchgeführt werden. Dabei geht es vor allem um die Überwindung von Hindernissen, welche läuferisch verbunden werden. Bei der Bewertung soll nicht die Geschwindigkeit entscheidend sein, sondern im Rahmen der Fähigkeiten der Schüler Effektivität, Kreativität sowie ein flüssiger und natürlicher Bewegungsablauf. Von den Schülern werden konditionelle und koordinative Fähigkeiten, Kreativität, Selbsteinschätzung und Risikobereitschaft verlangt. Wichtige Grundelemente sind Laufen, Balancieren, Drehen, Springen und Landen, Hangeln und Klettern.

## Parkour in den Medien
Der Einsatz von Parkour in und für Medien ist immer wieder umstritten. Er birgt die Gefahr einer Kommerzialisierung mit Verlust der Trainingsprinzipien. Die Kritik steht jedoch im Widerspruch zur Verbreitungsgeschichte der Sportart, da diese eine breite Bekanntheit zum Großteil erst durch spektakuläre Film- und Fernsehberichte erlangte.

### Im Film
- In der Episode Goldschmuggel / Das Schlangenmaul der Fernsehserie Knight Rider und der daraus entwickelten Serie Code of Vengeance benutzt die Hauptfigur David Dalton Bewegungen, die von der Méthode Naturelle abstammen.
- Im Jahr 2001 entstand in Frankreich der Film Yamakasi – Die Samurai der Moderne unter Regie von Ariel Zeitoun. Dieser Film porträtiert die Gruppe der Yamakasi, in der sich Parkour entwickelt hat.
- Bekannt wurde die Kunst/Sportart durch den 2004 erschienenen Film Ghettogangz – Die Hölle vor Paris, der die wachsende Kriminalität in den Vororten von Paris beschreibt. In dem von Luc Besson produzierten Film spielten einige französischen Parkour-Sportler wie zum Beispiel David Belle. Auch in der Fortsetzung Ghettogangz 2 – Ultimatum stehen die Parkour-Szenen im Vordergrund, gedreht wieder mit Künstlern der Szene.
- In Stirb langsam 4.0 liefert Cyril Raffaelli, ein französischer Stuntman und Freund von David Belle, mehrere Parkour-Einlagen. Raffaelli spielte bereits Seite an Seite mit David Belle eine Hauptrolle in Ghettogangz – Die Hölle vor Paris.
- Als eine Parodie auf Parkour können zwei Szenen in Mr. Bean macht Ferien (2007) von Rowan Atkinson angesehen werden, wo der Held in Paris von der Grande Arche bis zum Gare de Lyon kerzengerade durch Paris spaziert. Die zweite parodierte „Parkourszene“ ist sein Weg vom hohen Dach des Festivalpalastes in Cannes zum Strand. Dabei fehlt jede besondere artistische oder sportliche Leistung von „Mr. Bean“. Bei der ersten Szenenfolge beruht der Witz auf dem Chaos, das er anrichtet und den Reaktionen der Menschen, bei der zweiten auf den Zufällen, die ihm den Weg über die gähnende Tiefe vom Festivalgebäude herunter und über die vielspurige Küstenstraße den Weg ermöglichen, während er gar nicht auf den Weg achtet, sondern durch den Sucher einer Videokamera schaut, die er auf den Strand gerichtet hat.
- In American Pie präsentiert: Die College-Clique wendet ein Vertreter der Geeks in der Aufgabe Demeters Fest der Griechischen Olympiade Parkour an, um die Aufgabe zu lösen.
- Parkourelemente werden außerdem in der Bourne-Trilogie genutzt.
- In Die purpurnen Flüsse 2 – Die Engel der Apokalypse ist ebenfalls eine Verfolgungsjagd zu sehen, die sehr an Parkour erinnert: Reda verfolgt einen der schwarzen Mönche.
- In Der Kaufhaus Cop bilden einige Mitglieder der Parkour-Szene einen Teil einer Gruppe von Verbrechern, die das Kaufhaus einnehmen, in dem Hauptdarsteller Kevin James einen Sicherheitsbeamten spielt und die er im Laufe des Films bekämpfen muss. Dabei kommen die Fähigkeiten der Traceure und die Aspekte des Parkour voll zur Geltung.
- In Breaking and Entering – Einbruch & Diebstahl.
- In Fast & Furious – Neues Modell. Originalteile. findet sich ebenso eine Parkoursequenz, wo der Cop Brian O’Connor (Paul Walker) den zunächst Verdächtigen David Park (Ron Yuan) verfolgt.
- In dem 2009 erschienenen deutschen Spielfilm Parkour geht es um den jungen Parkour-Läufer Richie. Der Film enthält ebenfalls Parkoursequenzen.
- Im Jahr 2010 erschienenen gleichnamigen Film zum Spiel Prince of Persia – Der Sand der Zeit vom Produzenten Jerry Bruckheimer muss der „Draufgänger-Prinz Dastan“ immer wieder Hindernisse überwinden – mithilfe von Parkour. Der Erfinder dieser Sportart selbst (siehe oben) leitet die Stunts.
- Im Jahr 2011 im Film Step Up 3D wird Parkour als Training für die Hip-Hop-Wettkämpfe benutzt.
- Der Kurzfilm Tic Tac aus dem Jahr 2011 greift die gleichnamige Technik auf.
- Im Jahr 2014 wurde unter dem Titel Brick Mansions das Remake von Ghettogangz – Die Hölle vor Paris veröffentlicht, wieder mit David Belle in einer der Hauptrollen.
- Im Jahr 2015 erschien der Film Tracers mit Taylor Lautner und Marie Avgeropoulos in den Hauptrollen.

### In Musikvideos und Videospielen
In Musikvideos der 2000er Jahre tauchten vermehrt Parkour-Elemente auf, wenn auch größtenteils in einer Videoclip-tauglichen, abgemilderten Version.
- Verwendet wurde Parkour unter anderem in Videos folgender Künstler: Madonna in den Clips Hung Up, Jump, David Guetta vs The Egg, Liza Li, 3 Doors Down in It’s Not My Time, Die Trying, Fort Minor, Daft Punk und Eric Prydz, Jean Michel Jarre mit dem computeranimierten Clip zu Teo & Tea, Maksim Mrvica (Kolibre), Sugababes (About You Now) und ItaloBrothers feat. Carlprit Boom.

- Parkour-Elemente werden auch in Videospielen genutzt, insbesondere in der Prince-of-Persia-Reihe, der Assassin’s-Creed-Reihe, der "Vector"-Reihe und der Tomb-Raider-Serie (vor allem Legend, Anniversary und Underworld). Seit 2008 ist auch Mirror’s Edge als Parkour-Game bekannt; das Spiel wird in der Ego-Perspektive dargestellt und ist von der Physik her sehr real. In Dying Light, einem 2015 erschienenen Survival-Horror-Spiel, bewegt sich der Protagonist ebenfalls mit Hilfe von Parkourtechniken durch die Spielwelt.

### In Literatur und Werbung
- In dem vom deutschen Fantasy-Autor Markus Heitz geschriebenen Roman Oneiros – Tödlicher Fluch nutzt die Hauptfigur Techniken des Parkour-Sports zur Flucht von Verfolgern. Der Sport selbst wird in dem Roman beiläufig erwähnt und abgehandelt.
- Mediale Aufmerksamkeit erlangte Parkour durch eine Werbekampagne der Österreichischen Bundesbahnen.
- In einem Werbespot von Airwaves laufen mehrere Traceure dem Kaugummi hinterher.
- In einem Werbespot von BBC versucht David Belle, schnellstmöglich von seinem Arbeitsplatz nach Hause zu kommen.
- In der Werbung für den Aston Martin Cygnet wurde auch eine Parkour-Szene verwendet, bei der zwei Läufer versuchen, möglichst schnell zum Fahrzeug zu gelangen.
- In der Science-Fiction-Reihe Luna von Ian McDonald spielt Parkour für eine der Figuren eine wichtige Rolle. Da die Romane auf dem besiedelten Mond spielen, wird die Bewegungsform unter den Bedingungen verringerter Schwerkraft ausgeübt, was ihr einen zusätzlichen Reiz verleiht.

## Verwandte Bewegungen

### Freerunning
Freerunning ist eine Unterart von Parkour, die sich durch eher akrobatische Bewegung auszeichnet und sich auf andere „Regeln“ konzentriert als normaler Parkour. 
Der Grundgedanke ist, sich in jeder beliebigen Umgebung zu bewegen und einen Fluss in seine Bewegung zu bringen. Die Bewegung soll nicht Mittel zum Zweck sein, sondern Selbstzweck, das heißt, das Sich-Bewegen steht im Mittelpunkt. Man bewegt seinen Körper kreativ und kann sich dabei seine komplette Umgebung ohne Einschränkungen zunutze machen. Beim Freerunning sollte immer der ganze Körper in Bewegung sein. Der Grundsatz von Parkour, die Effizienz, steht hierbei nicht im Vordergrund.
Das Repertoire der Bewegungen im Freerunning unterliegt keiner Struktur, keinen Grenzen, es wird ständig durch die Kreativität der Anhänger erweitert. Oftmals bieten akrobatische Bewegungen aus dem Turnen oder auch aus dem Martial Arts Tricking erste Anregungen oder werden übernommen und die Techniken der Umgebung angepasst.
Freerunning verbreitete sich sehr schnell um die Welt und gewinnt immer mehr Bekanntheit, wodurch es das Interesse von Firmen und Medien weckte.
Das erste große internationale Freerunning Event fand am 6. Oktober 2007 in Wien statt. Der Wettbewerb „Red Bull – Art of Motion“ lud eine begrenzte Anzahl vieler bekannter Freerunner aus aller Welt ein und präsentierte den Medien einen Wettkampf. Die meisten Teilnehmer sahen in diesem Event jedoch keinen Wettkampf, sondern eine Gelegenheit andere kennenzulernen um Erfahrungen auszutauschen.
Bekannt wurde Sébastien Foucan durch seinen Auftritt in dem Film Jump London (mit Johann Vigroux und Jérôme Ben Aoues, 2003), das auch von vielen Traceuren trotz der Stilunterschiede zwischen Parkour und Freerunning als wichtiges Video angesehen wird. Ein weiteres, wichtiges Werk dieser Richtung ist der Film Jump Britain (2005) in dem auch das UrbanFreeFlow-Team vorgestellt wird, welchem vorgeworfen wird, für das die Techniken betreffende Namenschaos (durch Amerikanisierung französischer Begriffe und Einführung vieler „neuer“ Techniken) verantwortlich zu sein. Weitere Bekanntheit erlangte Foucan durch seinen Freerunning-Stunt-Auftritt in dem James-Bond-Film Casino Royale. Darin wird eine mehrminütige spektakuläre Verfolgungsjagd inszeniert, in der er die Rolle des Bösewichts Mollaka einnimmt.
Auch Mitglieder der Royal Marines ließen sich bei der britischen Stuntfirma Urban Freeflow im Freerunning unterrichten, um sich besser auf Straßenkämpfe auf Auslandseinsätzen beispielsweise im Irak oder in Afghanistan vorzubereiten.
Im Action-Thriller Freerunner wird das Thema aufgegriffen und in ein Todesspiel umgewandelt, da die Freerunner explosive Halsbänder tragen. Das eigentliche Element, Freerunning, wird daher nur zu Beginn des Films und in einigen Sequenzen angeschnitten.
Das Videospiel Free Running basiert auf dem Sport Freerunning.
Freerunning wird (genauso wie Parkour) auch in der Werbung verwendet. In einem Werbespot von Nike beispielsweise flüchtet Sébastien Foucan in der Banlieue von Paris vor einem Huhn.

### Yamakasi – l’art du déplacement
Mitglieder der ersten Gruppe von David Belle, „Yamakasi“, die an der Entwicklung des Parkour teilhatten, vertreten einen Stil, der sich „l’art du déplacement“ nennt und dem Ariel Zeitoun und Luc Besson in ihrem Film Yamakasi – Die Samurai der Moderne ein Denkmal gesetzt haben. „Die Kunst der Fortbewegung“ entwickelt sich zu einem Überbegriff, welcher alle Stilrichtungen vereint, die dem Parkour nach David Belle entsprangen. Dies stellt sich als wichtige Entwicklung dar, die die verstrittenen Richtungen vereinen könnte. Zwar benutzen die Yamakasi ebenfalls akrobatische Elemente in ihrem Lauf, räumen diesen aber längst nicht so viel Platz ein wie Free Runner. Das effiziente Fortbewegen stand und steht für die Yamakasi und die heutigen Anhänger dieses Stils noch immer stark im Vordergrund.

### Martial Arts Tricking
Tricking oder auch Martial Arts Tricking ist eine Mischung aus verschiedenen Sportarten. Man unterteilt die Techniken drei Kategorien: Twists, Flips und Kicks. Tricking kombiniert beispielsweise die akrobatischen Dreh- und Sprungkicks aus dem Taekwondo mit akrobatischen Turnelementen aus dem Bodenturnen, wie beispielsweise Flickflacks oder Salti. Außerdem enthält es sämtliche Freestyle-Elemente sowie Teile des Capoeira (Double Leg) und des Breakdance (Flare). Verbindungen aus Teilen sind jedem freigestellt, die Ästhetik der Ausführung ist das Wichtigste.